# Sven Jablonski
Sven Jablonski (13 aprile 1990) è un arbitro di calcio tedesco.

## Carriera
Jablonski inizia la sua carriera di arbitro già dal 2003. Nel 2008 esordisce in Oberliga e nel 2011 dirige la sua prima partita tra professionisti. Nel 2014 esordisce in 2. Bundesliga, arbitrando FSV Francoforte-RB Lipsia. Nel 2017 viene promosso in Bundesliga e dirige Bayer Leverkusen-Friburgo.